# 로비 파울러
로버트 버나드 "로비" 파울러(영어: Robert Bernard "Robbie" Fowler, 1975년 4월 9일 ~ )는 잉글랜드의 전 축구 선수로 프리미어리그 역사상 네 번째로 가장 많은 골을 넣은 선수이다.

## 클럽 경력
파울러는 리버풀에서 뛰는 8년 동안 프리미어리그에서 120골을 넣었다. 이후 그는 2006년 1월 리버풀에 복귀하기 전까지 리즈 유나이티드 AFC와 맨체스터 시티 FC에서 선수 생활을 하였다. 2007년 7월에는 리버풀에 복귀한 지 불과 18개월 만에 카디프 시티 FC로 떠났고, 카디프 시티에서 13경기에서 4골을 넣는 부진한 활약 속에 한 시즌 만에 방출되었다. 방출된 후에는 당시 폴 인스가 이끌던 블랙번 로버스 FC로 이적하였으나, 이곳에서도 단 3경기에 출전하는 부진 속에 2008년 12월 자유 계약 선수가 되었다.
이후 오스트레일리아의 노스퀸즐랜드 퓨어리로 이적하였는데 오스트레일리아 행을 추진하기 전에 대한민국 K리그 행 가능성도 타진해 본 것으로 알려져 화제가 되기도 하였다. 노스퀸즐랜드 퓨어리에서 1시즌을 보낸 후 퍼스 글로리 FC로 이적하였다.
이후 태국의 클럽 무앙통 유나이티드에 1년 단기계약을 맺고 뛰다 계약만료 후 현역 은퇴하였다.

## 국가대표팀 경력
잉글랜드 축구 국가대표팀에서는 26경기에 출전해 7골을 넣었으며, 마지막으로 출장한 메이저 대회는 2002년 FIFA 월드컵이다.

## 수상

#### 리버풀
- FA컵 : 2000-01
- 리그컵 : 1994–95, 2000–01
- UEFA컵 : 2000-01
- UEFA 슈퍼컵 : 2001

#### 잉글랜드
- UEFA U-18 유로 : 1993
- 툴롱 토너먼트 : 1994

### 개인
- PFA 올해의 영플레이어 : 1994-95, 1995-96
- 프리미어리그 이 달의 선수 2회
- UEFA 페어플레이 상 : 1997
- EFL컵 결승 MoM : 2001